# Shiroro Power Station
Shiroro Power Station ist ein Wasserkraftwerk am Kaduna, einem Nebenfluss des Nigers. Der Staudamm und das Kraftwerk befindet sich in unmittelbarer Nähe der Stadt Shiroro im Bundesstaat Niger in Nigeria.

## Der Staudamm
Das Shiroro Absperrbauwerk wurde 1984 in der Bauart einer Beton-Pfeilerstaumauer errichtet, das Kraftwerk ist seit 1990 in Betrieb. Mit vier Wasserturbinen, die über vier Druckleitungen mit einem Durchmesser von 6,3 Metern und einer Fallhöhe von 97 Metern gespeist werden, erzeugt das Kraftwerk eine Gesamtleistung von 600 Megawatt und  versorgt rund 400.000 Haushalte in der Region mit Strom. Shiroro Power Station ist das zweitgrößte Wasserkraftwerk nach dem Kraftwerk am Kainji-Stausee in Nigeria.
Betreiber ist die „Shiroro Hydro Electric Plc“, eine Tochtergesellschaft der Power Holding Company of Nigeria (PHCN). Die jährliche Energieproduktion dieser Anlage wird mit 2230 GWh vom Betreiber angegeben, was einer Auslastung von etwa 42 % entspricht.
Eine der wichtigsten Besonderheiten des Shiroro Kraftwerks im Verbund mit anderen Kraftwerken in Nigeria ist, dass jede der vier Stromversorgungseinheiten bei Bedarf, Spitzenbedarf oder auch Ausfälle anderer Kraftwerke  innerhalb von sechs Minuten hochgefahren werden kann.

### Technische Daten
Stromerzeugung
- 4 Wasserturbinen Typ: Francis-Turbine mit einer maximalen Drehzahl von 150/min
- 4 Synchrongeneratoren (Schenkelpolmaschine) Typ: Innenpolbauart  mit einer Nennspannung von 16 kV und je 150 Megawatt Leistung
- Umspannstation: 16 kV Mittelspannung auf  330 kV Hochspannung für die Überlandversorgung.

Dammbauwerk
- Kronenlänge: rund 700 Meter
- Breite unten: ca. 300 Meter
- Breite oben: 7,50 Meter mit einspuriger Anliegerstraße
- Dammhöhe: Wasserstauhöhe beträgt 115 Meter, zur Sicherheit wurde die Dammkrone um 5 Meter überhöht angelegt um die Oberseite des Dammes von den Wellen, die sich auf der Seeseite durch Winddruck aufbauen können zu schützen.
- Der Körper des Dammes hat keine zentrale Kerndichtung; die Dichtigkeit der Struktur wird durch eine kontinuierlich gegossenen Stahlbetonplatte mit einer speziell angeordneten Technik auf der Seeseite sichergestellt.
- Hochwasserentlastung, seitlicher Überlauf, ist am rechten Widerlager der Staumauer angebracht und ist eine Stahlbetonkonstruktion mit ca. 100 Meter Länge. Die vier Öffnungen sind 15 Meter breit und 16,65 Meter hoch. Die Öffnungen sind gesteuert durch hydraulisch betätigte Tainter-Tore. Die Kapazität der Überläufe beträgt rund 7500 Kubikmeter pro Sekunde.[4] (siehe auch Foto unter Weblinks).

## Der Stausee
Der See, der durch den Damm aufgestaut wird, hat eine Länge von 40 Kilometern und eine mittlere Breite von etwa 6 Kilometern. Der Shiroro-Stausee hat eine geschätzte Fläche von 320 km² und eine durchschnittliche Tiefe von rund 22 Meter fasst beinahe 7 Milliarden Kubikmeter Wasser.